# Mimuna
Mimona é uma festa judaica de origem marroquina que começa na noite do último dia do Pessach ou Páscoa judaica.
A Mimona marca o fim da proibição de alimentar-se com o chametz, isto é, pão e outros produtos que contenham massa fermentada, que são proibidos durante toda a semana de Pessach.
Na Mimona, o costume é comer doces e festejar até a madrugada, passando de casa a casa da vizinhança. A origem do nome da festa é disputado, mas provavelmente vem do nome Maimon, o pai de Maimónides, o grande filósofo judeu sefaradita que morreu na data da Mimona.
Outra possibilidade sobre a origem do nome seria da palavra árabe "mimon", que significa "sorte".
Em Israel, a Mimona tornou-se em uma festa popular, não somente de judeus marroquinos. Políticos israelenses saem nos parques e nas festas para se popularizar.

## História
Embora a prática só tenha começado a ser registrada em meados do século XVIII, sua derivação e etimologia são antigas. Possíveis derivações para o nome "Mimouna" são: "Rabino Maimon ben Yosef" (pai do  Rambam  Maimonides). Assim, a Mimouna pode marcar a data de seu nascimento ou morte; a palavra hebraica "emuna" (em hebraico:   אמונה, significando "fé") ou "ma'amin" (em hebraico:  {{{1}}}, significando "eu acredito"); a palavra árabe para "riqueza" ou "boa sorte" como neste dia, de acordo com o “[midrash]]”, o ouro e jóias dos afogados egípcios foram arrastados para a margem do Mar Verelho e enriqueceram os israelitas.